# Kiprijan Relić
Kiprijan Relić (Zadar, 2. veljače 1904. – Jasenovac, nakon 22. studenoga 1941.), bio je pravoslavni svećenik, potpisnik Vukovarske rezolucije i protivnik prisilnih vjerskih prijelaza Srba tijekom Drugoga svjetskog rata.

## Životopis
Kiprijan Relić je rođen 2. veljače 1904. godine u Zadru. Roditelji su mu bili rimokatolici, pa je i on sam odgajan u rimokatoličkom duhu, te je završio i rimokatoličku bogosloviju. Nakon toga prešao je u pravoslavlje, a u srijemskom manastiru Fenek (u blizini Jakova) se zamonašuje. 1929. godine rukopoložen je u čin jerođakona, a u čin jeromonaha 1931. godine.

### Služba
Od 1935. do 1940. godine, bio je svećenik u Mikluševcima, a od 1940. do smrti u Veri.

### Sukob s vlašću i smrt
Nakon uspostavljanja Banovine Hrvatske, postaje jedan od potpisnika Vukovarske rezolucije (kao predstavnik pravoslavnog svećenstva), kojom se od centralne vlasti u Kraljevini Jugoslaviji zahtijevalo izuzeće Vukovarskog kotara iz Banovine Hrvatske, odnosno pripajanje Dunavskoj banovini.
Uspostavom Nezavisne Države Hrvatske stao je u obranu srpskoga stanovništva od nasilnog pokrštavanja. Zbog svog katoličkog podrijetla, nova vlast mu je nudila vraćanje rimokatoličkoj vjeri uz razne povlastice, ali je on to odbio. U rujnu 1941. godine, ustaška vlast ga je uhitila i deportirala u Koncentracijski logor Jasenovac. Ubijen je u skupini od 60 logoraša zbog odmazde za bijeg dvojice zatočenika (bijeg se zbio 22. studenoga 1941. godine).